# Stazione di Desenzano del Garda-Sirmione
La stazione di Desenzano del Garda-Sirmione è una stazione ferroviaria posta sulla linea Milano–Venezia. È a servizio delle due omonime cittadine: Desenzano del Garda, dove è ubicata, e Sirmione, la quale è raggiungibile tramite la linea automobilistica interurbana Brescia-Verona.

## Storia
Fu inaugurata solennemente il 12 aprile 1854 assieme al ponte di Peschiera del Garda sul Mincio e al viadotto di Desenzano.
Dal 1909 al 1969 fu stazione di testa della breve linea per Desenzano Porto, che la raccordava al porto lacuale della cittadina.
Durante la Seconda guerra mondiale, in particolar modo a partire dall'estate del 1943, la stazione di Desenzano e il suo viadotto furono sottoposte a bombardamenti da parte delle forze alleate. Dopo quello del 15 luglio 1944, sia la stazione sia il viadotto furono danneggiati e non più percorribili. Le Ferrovie dello Stato e il Genio Militare recuperarono la deviazione Lonato-San Martino della Battaglia, costruita durante la prima guerra mondiale in caso di emergenze. La linea principale fu riattivata nel 1947.

## Strutture e impianti

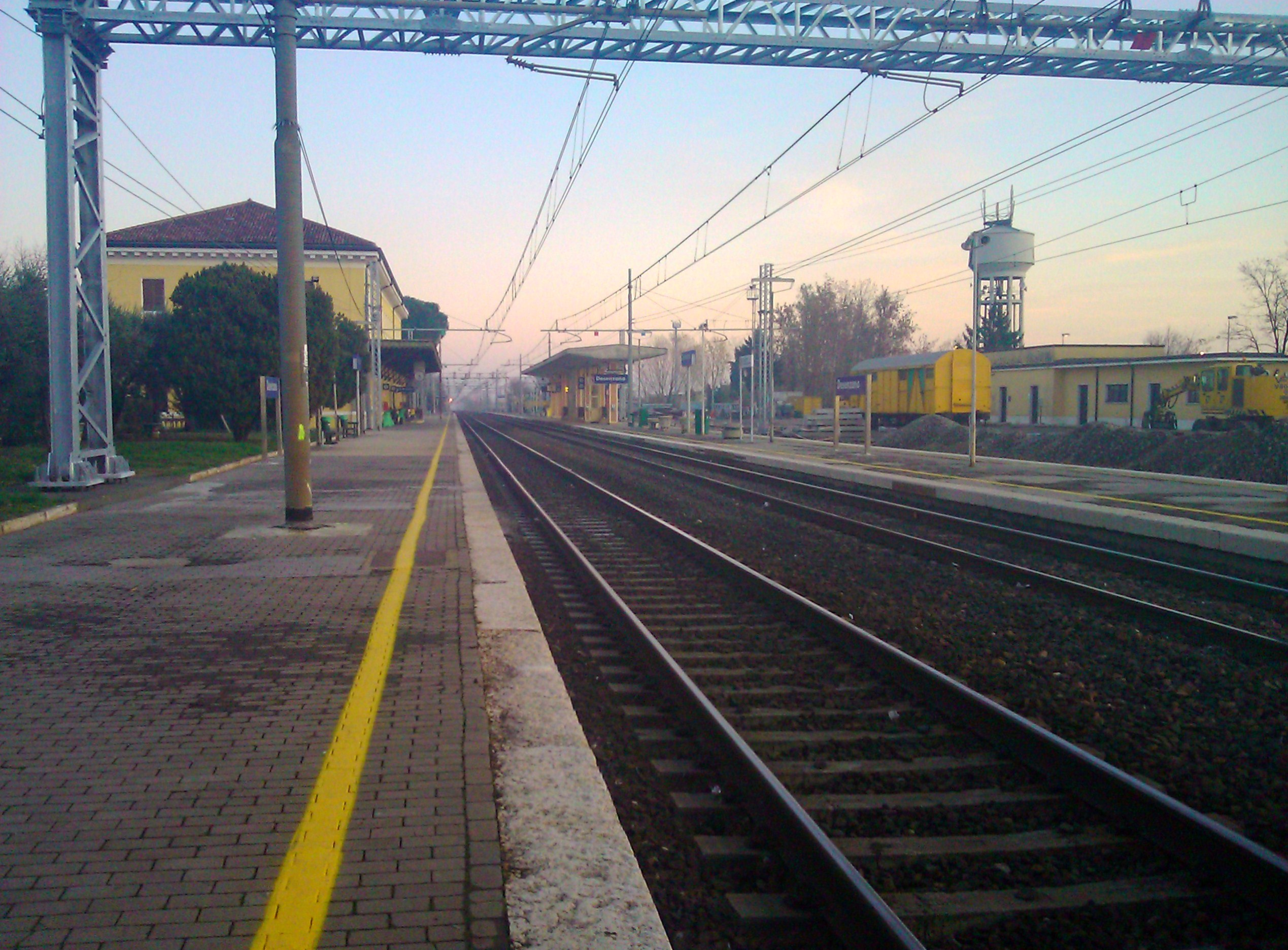
Il piazzale binari

Il fabbricato viaggiatori è un corpo di fabbrica in muratura e a pianta rettangolare che si sviluppa su tre livelli fuori terra, di cui solo due si elevano dal piano del ferro.
Il piazzale ferroviario è composto da quattro binari. Oltre ai due di corsa della Milano – Venezia, è presente un terzo binario per le precedenze e uno riservato alla sosta dei veicoli riservati alla manutenzione della linea. Dal terzo binario, poco dopo il deviatoio in direzione Peschiera in cui si immette il quarto sullo stesso, si diramava la linea diretta alla stazione di Desenzano Porto. Fino agli anni ottanta del XX secolo, il breve tracciato rimasto fu impiegato in regime di raccordo per le tradotte della vicina sottostazione elettrica.
Fino ai primi anni del 2000 erano inoltre presenti altri due binari di scalo e, a ovest del fabbricato viaggiatori, un binario tronco, dedicati alla composizione, alla sosta e alle operazioni di carico e scarico dei treni merci.
Sono inoltre presenti due banchine coperte a servizio dei tre binari riservati al servizio viaggiatori. entrambe sono collegate tra loro da un sottopassaggio il quale unisce anche il fabbricato viaggiatori al parcheggio posizionato sul lato opposto ad esso rispetto alla linea ferroviaria, a meridione. Tutti i binari dedicati al servizio viaggiatori sono dotati di ascensori.
Durante l'epoca del vapore, la stazione era dotata di una torre dell'acqua, formata da una semplice cisterna in ferro sopraelevata e sostenuta da piloni in cemento. Fino alla fine del XIX secolo, una tettoia in legno con tetto a spiovente, proteggeva dalle intemperie i primi due binari.

## Movimento

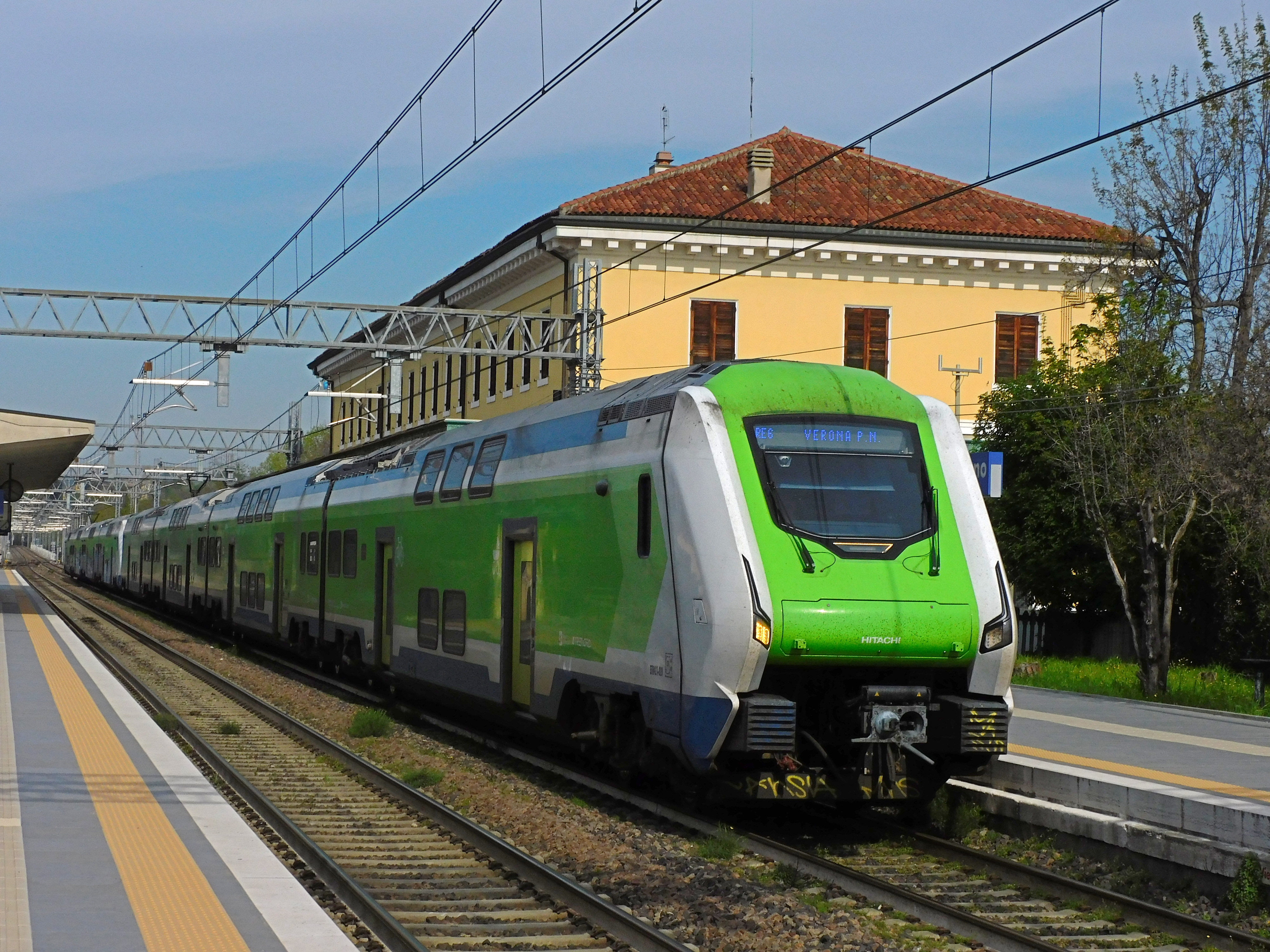
Un Regionale Trenord in sosta sul primo binario.

Il traffico è regolato dal Dirigente Centrale Operativo (DCO) con Apparato centrale computerizzato multistazione (ACCM) e sede a Verona Porta Nuova.
La stazione è servita da treni RegioExpress treni regionali svolti da Trenord a cadenza oraria sulla tratta Milano Centrale-Verona Porta Nuova, nonché da servizi a lunga percorrenza svolti da Trenitalia e Italo.

## Servizi
- Biglietteria a sportello
- Biglietteria automatica
- Sala d'attesa
- Servizi igienici
- Bar

## Interscambi
- Stazione taxi
- Fermata autobus